# Denise Dufort
Denise Dufort is de drumster van de vrouwelijke metalband Girlschool. Nadat ze, samen met Kelly Johnson, in 1978 bij de band Painted Lady kwam, werd de bandnaam veranderd in Girlschool. In 1991 werkte ze niet mee aan Strange Girls, een project binnen Girlschool. Wel speelt ze mee op elk album onder de naam Girlschool en werkte ze mee aan het project She-Devils met zangeres Toya Willcox. Ze speelt tot op de dag van vandaag nog steeds bij de band.